# Konstantinos Katsouranis
Konstantinos „Kostas“ Katsouranis (griechisch Κωνσταντίνος „Κώστας“ Κατσουράνης, * 21. Juni 1979 in Patras) ist ein ehemaliger griechischer Fußballspieler.

## Karriere
Konstantinos Katsouranis begann seine Karriere bei Panachaiki, wo er 1996 aus der U-19 in die erste Mannschaft berufen wurde. 2002 wechselte er zu AEK Athen. Im selben Jahr nahm Katsouranis an der U-21-EM in der Schweiz teil. Nach drei Einsätzen schied er mit seiner Mannschaft nach der Vorrunde aus.
Nach zuvor ausgeschlagenen Angeboten von unter anderen Werder Bremen und Borussia Mönchengladbach wechselte er 2006 von AEK nach Portugal zu Benfica Lissabon. 2008 nahm er an der EM in Österreich und der Schweiz teil.
Zur Saison 2009/2010 kehrte Katsouranis nach Griechenland zu Panathinaikos Athen zurück, wo er auf Anhieb das Double aus Meisterschaft und Pokal gewann. Anfang Oktober 2012 wurde er wegen Meinungsverschiedenheiten mit Trainer Jesualdo Ferreira von Panathinaikos suspendiert. Die Vertragsauflösung erfolgte am 6. November des gleichen Jahres. Er wechselte zu PAOK Thessaloniki.
Nach weiteren Stationen in Indien und einer weiteren Rückkehr nach Griechenland, diesmal zu Atromitos, wechselte er im September 2015 für ein einzelnes Spiel im FFA Cup nach Australien zum Zweitligisten Heidelberg United, der in griechischer Tradition steht. Zum Ende des Monats erklärte Katsouranis seine Karriere für beendet.

## Nationalmannschaft
2004 wurde Katsouranis in den Kader griechischen Nationalmannschaft zur EM in Portugal einberufen. Im ersten Gruppenspiel wurde er zur Pause eingewechselt und bei den restlichen Begegnungen gehörte er zur Startelf. Im Spiel gegen Spanien sah er die Gelbe Karte. Im Finale setzte er sich mit seiner Mannschaft gegen Portugal durch und konnte so mit seinen Landsleuten den Titelgewinn feiern. Ein Jahr später nahm er am Confederations Cup in Deutschland teil.
Im Jahr 2008 war er Teil der griechischen Mannschaft, die an der EM in Österreich und der Schweiz teilnahm. Auch bei der WM 2010 in Südafrika und der EM 2012 in Polen und der Ukraine, wo man das Viertelfinale erreichte, gehörte er zur Startelf der Mannschaft. Sein letztes großes Turnier absolvierte er bei der Fußball-Weltmeisterschaft 2014 in Brasilien, wo sich Griechenland in der Gruppenphase gegenüber der Elfenbeinküste und Japan durchsetzte und das Achtelfinale erreichte.
Am 15. Oktober 2012 absolvierte er gegen Slowenien im Rahmen der Qualifikation zur WM 2014 sein 100. Länderspiel. Katsouranis war der vierte griechische Spieler, der diese Marke erreichte.

## Erfolge
Nationalmannschaft
- Europameister: 2004

Verein
- Griechischer Meister: 2010
- Griechischer Pokalsieger: 2010
- Taça da Liga: 2009